# (8417) Lancetaylor
(8417) Lancetaylor est un astéroïde de la ceinture principale.

## Description
(8417) Lancetaylor est un astéroïde de la ceinture principale. Il fut découvert le 7 novembre 1996 à Kitami par Kin Endate et Kazuro Watanabe. Il présente une orbite caractérisée par un demi-grand axe de 2,21 UA, une excentricité de 0,19 et une inclinaison de 5,8° par rapport à l'écliptique.

## Compléments